# Boiga nuchalis
Boiga nuchalis este o specie de șerpi din genul Boiga, familia Colubridae, descrisă de Günther 1875. Conform Catalogue of Life specia Boiga nuchalis nu are subspecii cunoscute.